# Assymetron inferum
Assymetron inferum är en ryggsträngsdjursart som först beskrevs av Andrews 1893.  Assymetron inferum ingår i släktet Assymetron och familjen lansettfiskar. Inga underarter finns listade.